# Martin Hinteregger
Martin Josef Hinteregger (* 7. září 1992 St. Veit an der Glan) je bývalý rakouský profesionální fotbalista, který hrával na pozici středního obránce. Svoji kariéru překvapivě ukončil v roce 2022 ve 29 letech, a to v dresu německého klubu Eintracht Frankfurt. Mezi lety 2013 a 2022 odehrál v dresu rakouské reprezentace 67 utkání, ve kterých vstřelil 4 branky.

## Klubová kariéra
V Rakousku debutoval v profesionální kopané v roce 2010 v klubu FC Red Bull Salzburg.
Hinteregger ukončil ve 29 letech překvapivě kariéru. Obránce požádal svého zaměstnavatele Eintracht Frankfurt, s nímž v uplynulé sezoně vyhrál Evropskou ligu, o rozvázání smlouvy platné do roku 2024.
Byl terčem kritiky kvůli tomu, že na organizaci svého amatérského turnaje v Korutanech spolupracoval s politikem Heinrichem Sicklem. Od člena populistické FPÖ se odmítl navzdory jeho kontaktům s extrémní pravicí distancovat a naopak zaútočil na novináře, jenž toto spojení odhalil. Za "emotivní a zřejmě nerozvážná slova" se Hinteregger později omluvil.

## Reprezentační kariéra
Působil v některých mládežnických reprezentacích Rakouska.
V A-mužstvu Rakouska debutoval 19. 11. 2013 v přátelském utkání ve Vídni proti týmu USA (výhra 1:0).